# 1 litre no namida (serie televisiva)
1 litre no namida (1リットルの涙?, Ichi rittoru no namida, lett. "Un litro di lacrime") è un dorama autunnale in 11 puntate di Fuji TV andato in onda nel 2005. Nello stesso anno è stata anche prodotta una pellicola cinematografica dallo stesso titolo ma con un cast di attori completamente differente.
Tratto dal libro di successo Un litro di lacrime pubblicato nel 1986, narra la vicenda di una ragazza quindicenne a cui viene diagnosticata una malattia degenerativa incurabile (Atassia spinocerebellare). Continuerà a lottare per la sua vita, assistita da un compagno di scuola, fino alla morte ai 25 anni.

## Trama
Aya, una solare studentessa di liceo, la maggiore di tre sorelle e un fratello, dovrà affrontare la sofferenza causata da un male terribile che un po' alla volta le impedisce del tutto i movimenti autonomi; ma nonostante ciò vive al massimo l'esistenza che le è concessa fino all'ultimo giorno.
Basata sulla storia vera di questa giovane coraggiosa che ha continuato a scrivere le sue impressioni e sentimenti nel diario personale fino a quando è riuscita a tenere la penna in mano (muore nel 1988, dopo esser caduta in un profondo sonno in cui non sentiva più alcun dolore): prima di morire i suoi scritti sono stati pubblicati, assieme alle poesie che scriveva mentre si trovava ricoverata in un istituto per disabili.
A 15 anni era ancora una normalissima ragazza che frequentava il liceo della sua cittadina, figlia di una famiglia che gestiva un piccolo negozio che vende tofu.
Col passare del tempo però ad Aya iniziano ad accadere delle cose strane, perde l'equilibrio senza rendersene conto, le cadono le cose di mano, sembra non aver più il pieno controllo del suo apparato nervoso; comincia far fatica a camminare.
Dopo una visita medica di controllo, viene informata di soffrire d'un grave male che distrugge i centri nervosi impedendole l'equilibrio ed il pieno controllo del corpo.
Il cervelletto in questa situazione si viene a ridurre progressivamente fino al punto in cui la vittima non riesce più a muoversi, né parlare né scrivere né mangiare senza l'assiduo e continuo soccorso di altre persone: una malattia tra le più crudeli, in quanto non influenza minimamente la coscienza e la mente di chi ne è vittima.

## Speciale
Nel 2007 è stato trasmesso uno Speciale televisivo della durata di quasi tre ore, che continua la serie ambientando la vicenda un anno e mezzo dopo la morte di Aya, concentrandosi sulla vita di Haruto, il compagno di scuola della ragazza che per tutto il tempo della sua malattia l'ha accudita ed assistita con devozione, e su Ako, la sorella minore della ragazza.
Ora lui è diventato un medico nello stesso ospedale in cui è stata ricoverata e successivamente morta Aya; mentre Ako lavora e studia come infermiera in prova. Il giovane medico inizia a prendersi cura d'una paziente quattordicenne, Mizuki, vittima di bullismo a scuola a causa della sua malattia, che è la stessa di cui soffriva Aya.
L'adolescente rifiuta qualsiasi genere di terapia che possa alleviar le sue sofferenze e migliorar un po' le sue condizioni, in quanto s'è già arresa al fato e non ha alcuna intenzione di combattere contro il suo male; ha perso del tutto la voglia di vivere.
Haruto, che ricorda bene come Aya a suo tempo ha lottato per vivere al massimo fino all'ultimo momento, s'impone di offrirsi come sostegno alla giovane malata. Nel film Aya riappare con una serie di flashback tratti dal dorama e in nuove scene inedite.

## Protagonisti
- Erika Sawajiri - Aya Ikeuchi
- Ryō Nishikido - Haruto Aso, compagno di scuola che, dopo aver saputo la disgrazia caduta sulle spalle di Aya, si offre di aiutarla fino all'ultimo. Nascerà fra i due un forte sentimento di complicità e amicizia profonda.
- Naohito Fujiki - Hiroshi Mizuno (Dottore)
- Hiroko Yakushimaru - Ikeuchi Shioka
- Takanori Jinnai - Ikeuchi Mizuo
- Riko Narumi - Ikeuchi Ako
- Yuma Sanada - Ikeuchi Hiroki
- Ai Miyoshi - Ikeuchi Rika
- Saori Koide - Mari Sugiura (Uno dei migliori amici di Aya)
- Ken'ichi Matsuyama - Yuji Kawamoto (il primo amore di Aya, colui per il quale la ragazza aveva provato in precedenza un forte interesse)
- Yuya Endo - Makoto Takeda (amico di Yuji nel club di basket)
- Kana Matsumoto - Saki Matsumura
- Momosuke Mizutani - Kohei Onda
- Ryo Hashidume - Keita Nakahara
- Hiroshi Katsuno - Yoshifumi Aso (il padre di Haruto)
- Asae Onishi - Asumi Oikawa (compagna di stanza di Aya quando lei era all'istituto di disabilità. Ha la stessa malattia, come Aya. Raffigura il personaggio reale del diario pubblicato)
- Kazuko Kato - Kikue Oikawa (la madre di Asumi)
- Yuuki Sato - Keisuke Aso (fratello di Haruto)
- Maya Hamaoka - Madoka Fujimura
- Toshihide Tonesaku - Kiichi Takano (Uno dei volontari alla disabilità che in seguito si sposa con il preside della scuola disabilità)
- Shigeyuki Sato - Nishino (insegnante di Aya quando era ancora nella normale scuola superiore)
- Aoi - Tomita (ragazza del liceo che ama Haruto ed è gelosa di Aya)
- Anri Okamoto - Nagashima Mizuki, il protagonista quattordicenne dello special televisivo.
- Kenichi Yajima

## Episodi

### Ep 01: The beginning of my youth
- Titolo originale:

La serie televisiva comincia il giorno dell'esame di ammissione alla scuola superiore: dopo essersi addormentata in pullman a causa delle numerose ore di sonno perse per lo studio, Aya scende di corsa dopo molte fermate, in maniera tale da poter arrivare a scuola in tempo per l'esame.
Dopo due cadute, la seconda delle quali ha causato non solo una piccola ferita al ginocchio di Aya, ma anche la caduta di una serie di biciclette, Aya viene accompagnata a scuola in bici da un ragazzo chiamato Haruto Asou, che aveva appena rinunciato a fare l'esame nella stessa scuola della protagonista; in seguito quest'ultima e Haruto avranno la possibilità di fare l'esame, con la conseguente ammissione alla scuola.

### Ep 02: 15 years old, sickness that steals up
- Titolo originale:

Dopo l'ingresso alle superiori, Aya diventa rappresentante di classe insieme ad Haruto, con il quale nasce una relazione non mai definibile specificamente come amorosa, ma di certo superiore alla semplice amicizia. Haruto, visto come un ragazzo molto chiuso, freddo e riservato a causa della perdita del fratello maggiore l'anno prima, conoscendo Aya, diventa sempre più sensibile e aperto.
Aya, dopo numerose cadute, l'ultima delle quali le ha causato una frattura al mento, viene portata all'ospedale dalla madre, che già sospettava che sua figlia potesse avere qualche problema di salute. Aya giustificava la sua perdita dell'equilibrio con la stanchezza, causata dalle ore di studio notturne per l'ingresso nella scuola superiore. Tuttavia alla protagonista viene diagnosticata una malattia chiamata atassia spinocerebellare, inizialmente celatale dalla madre.

### Ep 03: Why did the illness chose me?
- Titolo originale:

La malattia la porterà alla perdita progressiva del totale controllo sul suo corpo, all'uscita dalla squadra di basket della scuola, a dover continuamente cercare aiuto da parte degli altri per arrivare nella sua classe e infine all'abbandono della scuola superiore per l'ingresso in una scuola per disabili, consigliatole dagli stessi insegnanti, all'interno della quale il livello di insegnamento culturale è inesistente.

### Ep 04: Solitude of two people
- Titolo originale:

### Ep 05: A handicapped person's notebook
- Titolo originale:

### Ep 06: Heartless glances
- Titolo originale:

### Ep 07: The place where I am
- Titolo originale:

### Ep 08: 1 litre of tears
- Titolo originale:

### Ep 09: I live now
- Titolo originale:

### Ep 10: Love letter
- Titolo originale:

### Ep 11: Faraway, to a place where there are no tears left to cry
- Titolo originale:

Aya vivrà comunque con tanta forza il periodo della sua adolescenza, rivolgendo uno sguardo amichevole ai bambini curiosi della sua condizione. Il personaggio principale morirà nel suo letto d'ospedale all'età di 25 anni. Haruto nel mentre è entrato in medicina, facoltà nella quale voleva entrare già suo fratello, al fine di poter riuscire a curare la malattia che aveva colpito Aya.

## Colonna sonora
Le canzoni che si possono sentire proprio durante il drama appartengono al gruppo J-pop dei Remioromen, che ebbe grande successo proprio grazie alla canzone Sangatsu Kokonoka, cantata anche dalla classe della protagonista, nei panni della direttrice, durante una recita scolastica.